# 第二次海部內閣
第二次海部內閣（日语：／ Dainiji Kaifu Naikaku */?）是日本眾議院議員、自由民主黨總裁海部俊樹就任第77任內閣總理大臣（首相）後，自1990年2月28日至1990年12月29日組成的內閣。

## 國務大臣
- 內閣總理大臣 - 海部俊樹
- 法務大臣 - 長谷川信（參議院議員） ／ 梶山靜六（1990年9月13日- ）
- 外務大臣 - 中山太郎
- 大藏大臣 - 橋本龍太郎
- 文部大臣 - 保利耕輔
- 厚生大臣（年金問題擔當） - 津島雄二
- 農林水產大臣 - 山本富雄（參議院議員）
- 通商產業大臣 - 武藤嘉文
- 運輸大臣（新東京國際機場問題擔當） - 大野明
- 郵政大臣 - 深谷隆司
- 勞動大臣 - 塚原俊平
- 建設大臣 - 綿貫民輔
- 自治大臣、國家公安委員會委員長 - 奥田敬和
- 內閣官房長官 - 坂本三十次
- 總務廳長官 - 鹽崎潤
- 北海道開發廳長官、沖繩開發廳長官 - 砂田重民 ／ 木部佳昭（1990年9月13日- ）
- 防衛廳長官 - 石川要三
- 經濟企劃廳長官 - 相澤英之
- 科學技術廳長官 - 大島友治（參議院議員）
- 環境廳長官 - 北川石松
- 國土廳長官 - 佐藤守良
  - 內閣法制局長官 - 工藤敦夫
  - 內閣官房副長官（政務） - 大島理森
  - 內閣官房副長官（事務） - 石原信雄

## 外部連結
- 閣僚名單 （页面存档备份，存于）